# سومونا چاکراوارتی
سومونا چاکراوارتی (به انگلیسی: Sumona Chakravarti) (زاده ۲۴ ژوئن ۱۹۸۸) بازیگر و مدل هندی است.
از کارهای معروف او می‌توان به بازی در فیلم آخرین تصمیم اشاره کرد.

## فیلم‌شناسی
فهرست برخی از فیلم‌هایی که سومونا چاکراوارتی در آن‌ها به ایفای نقش پرداخته‌است:
- قلب (۱۹۹۹)
- آخرین تصمیم (۲۰۱۰)
- برفی! (۲۰۱۲)
- لگد (۲۰۱۴)
- یک بار دیگر (۲۰۱۸)